# حاکم‌نشین کرمانشاهان و سرحدات عراقین
حاکم‌نشین کرمانشاهان و سرحدات عراقین یکی از سرزمین‌های ممالک محروسه ایران بود که تا اواسط دورهٔ ناصرالدین‌شاه قاجار بدین نام خوانده می‌شد.

## تاریخچه
در اوایل دوره قاجار کشور ایران به پنج حکمرانی و دوازده حاکم‌نشین تقسیم شده‌بود. این پنج حکمرانی عبارت بودند از ۱- حکمرانی آذربایجان (شامل آذربایجان، همدان و زنجان) که ولیعهدنشین بود؛ ۲- حکمرانی ایالت‌های کردستان، کرمانشاه و سرحد عراقین و لرستان؛ ۳- حکمرانی فارس (شامل ایالت فارس، بنادر و جزایر خلیج فارس، کهگیلویه، بختیاری و خوزستان)؛ ۴- حکمرانی خراسان و سیستان؛ ۵- حکمرانی کرمان و بلوچستان.
در این تقسیم‌بندی حکمرانی دو ایالت کردستان و کرمانشاهان و سرحد عراقین زیرمجموعهٔ حکمرانی دوم قرار داشت و ایالت لرستان نیز همیشه سرجمع آن بود.
این تقسیم‌بندی تا اواسط پادشاهی ناصرالدین‌شاه پابرجا بود. در آن زمان حکمرانی‌ها جای خود را به ایالات و ولایات داد. علاوه بر این حکمرانی دوم که سه ایالت کردستان، کرمانشاه و سرحدات عراقین و لرستان را در بر می‌گرفت از بین رفت و کشور به ۴ ایالت و ۲۳ ولایت تقسیم شد. حاکم‌نشین کرمانشاهان و سرحدات عراقین نیز به ولایت کرمانشاهان تبدیل شد.

## حاکمان
- محمدعلی‌میرزا دولتشاه (از ۱۲۲۱ تا ۱۲۳۷ هجری قمری)
- منوچهرخان معتمدالدوله گرجی حاکم کرمانشاهان و سرحدات عراقین (از ۱۲۵۵-۱۲۵۲ هجری قمری)[۲]
- امام‌قلی عمادالدوله (از ۱۲۶۸ تا ۱۲۹۲ هجری قمری)
- ابوالفتح میرزا سالارالدوله (۱۳۱۵-۱۳۱۶ هجری قمری)[۳]